# 中國國民黨黨費

中国国民党

中國國民黨黨費繳納收取依據乃為中華民國政黨中國國民黨現行黨章及《中國國民黨黨員繳納黨費辦法》。雖然相關黨規辦法規定：「黨員未依規定繳納黨費者，不得享有本黨所辦各種選舉之選舉權與被選舉權。」且言明繳納黨費為黨員基本義務。不過因為並無嚴訂繳納黨費為黨員必備要件，只認定為較寬鬆的「有效黨員」，因此所造成的黨員人數懸殊差異；每逢國民黨黨內選舉時造成爭執。
因為黨員認定並非全然以繳納黨費與否，因此部分中國國民黨黨員並未按時繳納該黨費用。例如曾為中國國民黨黨員的臺灣知名人物呂秀蓮、游錫堃、苦苓及鄭弘儀，均聲稱於具國民黨黨員身分時期，並無繳納任何該黨黨費。

## 繳納人數
中國國民黨黨費繳納與否成為黨員是否失聯的標準之一，以2005年為例，臺灣仍持有中國國民黨黨證或有中國國民黨黨籍者為108萬人佔全臺灣人口4.7%，但依規定繳納黨費的中國國民黨員則僅為38萬人。而該黨員收入並非為國民黨黨務費用主要來源，以1996年為例，國民黨帳面黨務支出即為新臺幣5,975,676,264元，而黨費收入則為6,497,212元；為總費用之千分之一左右。

## 類型
中國國民黨黨費依照繳納方式分為黨費與自由捐獻兩種。除了大金額自由捐獻外，多數為制式黨費。在黨費金額方面，最低為每人每年繳納新臺幣300元，如果該黨黨員一次繳納新臺幣10,000元以上者，則有終身毋需再行繳納黨費的優惠。另外，也定下黨員得視意願主動提高認繳黨費標準的但書。依照繳費黨員38萬人核算，中國國民黨黨費收入每年最少9,600萬元。
除此，中華民國臺灣地區境外的中國國民黨黨員仍比照該辦法繳納黨費，不過金額略不同，為每人每年美金10元或月繳美金1元。而終身黨員的一次繳交金額門檻為美金300元。

## 手續
現行中國國民黨黨員黨費繳納方式，係按年或一次繳納完成，依據「中國國民黨黨員繳納黨費辦法」第七條黨費繳納期間為當年一月一日至十二月三十一日止。繳納地點則定於區級黨部或臺灣境外之「海外分部」。為了方便，國民黨黨費也有委託他人代為繳納及線上刷卡等繳款方式。不過哪種方式，均有不得因除權、開除黨籍因素而退費的規定。

## 運用方式
與其他政黨不同，中國國民黨黨費收入並不用於選舉事務。臺灣中央黨部與臺灣各縣市黨部分配到的黨費常作為發展黨務的行政費用，而區黨部收取的黨費則用於基層黨部活動之補助、照顧慰問急難黨員、年老資深黨員年節慰問及黨員生日祝賀。

## 爭議
因為該黨黨章未明確規定繳納黨費為中國國民黨黨員必備要件，因此逢國民黨黨內選舉時，常因為造成的選舉人人數認定有所爭議。
以2005年中國國民黨黨主席選舉為例，國民黨內兩候選人王金平與馬英九對黨費造成的選舉人人數認定，則有不同意見。王金平以「子法牴觸母法」為理由，認為國民黨黨章、黨主席選舉辦法沒有規範黨費問題，不應該以選舉作業細則來限制未繳納黨費失聯黨員之選舉權。另一方面，馬英九則認為若以黨員繳納黨費辦法及2000年同性質選舉作業細則規定來看，規範繳納黨費者才能投票的該選舉辦法，合乎法規常理。
除此，其他黨內選舉亦有候選人代繳人頭黨費，以獲得黨內初選資格的情事，有人認為這種情形形同變相買票。

## 歷史
國民黨黨費收取制度化，自遷臺後的1950年開始。黨費方式為每月繳納，金額則是1元－2元左右。因為黨務維持費用均由國民黨黨產營運收入及反共抗俄宣傳補助費等所支應，因此繳納的黨費收入對照之下，均顯微不足道。以1958年為例，據中國國民黨中央黨部的統計，該年後半年的月黨費收入，臺北市黨部收入42,821元，特種黨部則為323,701元，半年度黨費收入總金額則為1,353,894元，核算1年則約271萬元左右，而當年國民黨總黨務費用則達10億元。